# Interfase
La interfase  es la fase del ciclo celular en la cual una célula típica pasa la mayor parte de su vida. En esta fase, la célula copia su ADN en preparación para la mitosis. La interfase es la "vida diaria" o fase metabólica de la célula, en la cual la célula obtiene nutrientes y los metaboliza, crece, lee su ADN y realiza otras funciones celulares "normales"  La mayoría de las células eucariotas pasan la mayor parte de su tiempo en la interfase. Esta fase se llamaba antes la fase de reposo. Sin embargo, la interfase no describe una célula que simplemente está en reposo; más bien, la célula está viva y se está preparando para una posterior división celular, por lo que se cambió el nombre. Un error común es considerar que la interfase es la primera etapa de la mitosis. Sin embargo, dado que la mitosis es la división del núcleo, la profase es en realidad la primera etapa.
En la interfase, la célula se prepara para la mitosis o la meiosis. Las células somáticas, o las células diploides normales del cuerpo, atraviesan la mitosis para reproducirse a través de la división celular, mientras que las células germinales diploides (es decir, espermatocitos primarios y ovocitos primarios) pasan por la meiosis para crear gametos haploides (es decir, esperma y óvulos) para la reproducción sexual. Los cromosomas son copiados.

## Etapas de la interfase

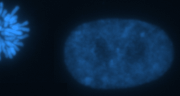
Se observa el núcleo de una célula en interfase (probablemente G1). Nota: el citoplasma no es visible. Imagen tomada con un microscopio óptico y tinción DAPI de ADN.

Hay tres etapas de la interfase celular, y cada fase termina cuando un punto de control celular verifica la precisión de la finalización de la etapa antes de pasar a la siguiente. Las etapas de la interfase son:

### Fase G1
(Gap 1), en el que la célula crece y funciona normalmente. Durante este tiempo, se produce una gran cantidad de síntesis de proteínas y la célula crece (casi el doble de su tamaño original); se producen más orgánulos y aumenta el volumen del citoplasma. Si la célula no se divide nuevamente, ingresará en fase G0.

### Fase S
La síntesis (S), en la que la célula sintetiza su ADN y el número de cromosomas se duplica (a través de la replicación semiconservativa).

### Fase G2
(Gap 2), en el que la célula reanuda su crecimiento en preparación para la división. La mitocondria se divide y la célula continúa creciendo hasta que comienza la mitosis. En las plantas, los cloroplastos también se dividen durante G2.
- Además, algunas células que no se dividen a menudo o nunca, ingresan a una etapa llamada G0 (Intervalo cero), que es una etapa separada de la interfase o una G1 extendida.

La duración del tiempo transcurrido en la interfase y en cada etapa de la interfase es variable y depende tanto del tipo de célula como de la especie de organismo a la que pertenece. La mayoría de las células de los mamíferos adultos pasan alrededor de 24 horas en interfase; esto representa aproximadamente el 90% -96% del tiempo total involucrado en la división celular. La interfase incluye las fases G1, S y G2. Sin embargo, la mitosis y la citocinesis están separadas de la interfase. En la fase G1 se está produciendo una decisión para la división celular

## Interfase dentro de secuencias de procesos celulares

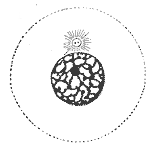
Una ilustración de la interfase. La cromatina no se ha condensado todavía, y la célula está experimentando sus funciones normales.

### La interfase y el ciclo celular
Cuando se completa G2, la célula entra en un período relativamente breve de división nuclear y celular, compuesto de mitosis y citocinesis, respectivamente. Después de completar con éxito la mitosis y la citocinesis, ambas células hijas resultantes vuelven a entrar en G1 de la interfase.
En el ciclo celular, la interfase está precedida por la telofase y la citocinesis de la fase M. De manera alternativa, la interfase se interrumpe a veces por la fase G0, que, en algunas circunstancias, puede terminar y ser seguida por las etapas restantes de la interfase. Después de completar con éxito el punto de control G2, el punto de control final en la interfase, la célula avanza a la profase, o en las plantas a la preprofase, que es la primera etapa de la mitosis.
La fase G0 se ve como una fase G1 extendida en la que la célula no se divide ni se prepara para dividirse y/o como una fase quiescente distinta que ocurre fuera del ciclo celular.

### Interfase y otros procesos celulares.
En la producción de gametos, la interfase es seguida por la meiosis. En la muerte celular programada, la interfase es seguida o precedida por la apoptosis..